# Wilhelm Leger
Wilhelm Leger (* 2. März 1894 in Regglisweiler; † 19. Juni 1964 in Biberach an der Riß) war ein deutscher Politiker (CDU) und von 1946 bis 1964 Bürgermeister in Biberach an der Riß.

## Leben
Wilhelm Leger besuchte das Gymnasium in Bad Mergentheim und Ehingen, bevor er in Erolzheim eine Ausbildung zum Verwaltungsbeamten absolvierte.
Nachdem er im Ersten Weltkrieg als Leutnant teilgenommen hatte, arbeitete er von 1924 bis 1944 als Stadtpfleger in Biberach. Gegen Ende des Zweiten Weltkrieges war er wegen des Vorwurfs der Wehrkraftzersetzung für ein halbes Jahr politischer Häftling bei der Gestapo in Ulm.
Nach dem Zweiten Weltkrieg wurde Leger 1945 von Landrat Fritz Erler mit Zustimmung der französischen Besatzungsbehörden als kommissarischer Bürgermeister in Biberach eingesetzt und 1946 durch die Bürgermeisterwahl im Amt bestätigt. Nachdem Biberach 1962 aufgrund des starken Bevölkerungswachstums zur großen Kreisstadt erhoben wurde, wurde Leger zum ersten Oberbürgermeister der Stadt.
Nach der Verleihung des Bundesverdienstkreuzes und der Ehrenbürgerwürde verabschiedete sich Leger 1964 in den Ruhestand. Er starb noch im selben Jahr und wurde auf dem katholischen Friedhof beerdigt. Auf ihn folgte im Amt des Oberbürgermeisters Claus-Wilhelm Hoffmann.

## Wirken
Leger setzte sich für den Wiederaufbau und den Wohnungsbau ein und bemühte sich insbesondere um die Ansiedlung größerer Unternehmen. So wurden bereits früh im nördlichen Stadtteil Birkendorf Gewerbeflächen reserviert, im Süden konnte er die Firma Liebherr ansiedeln. In seine Amtszeit fielen auch die Rißverlegung und die Entscheidung, eine Kläranlage zu bauen.
Er gehörte 1946 dem Gründungsvorstand des CDU-Ortsverbands Biberach an.

## Ehrungen
- Bundesverdienstkreuz Erster Klasse (1964)[1][2]
- Ehrenbürger der Stadt Biberach (1964)[1][2]
- Wilhelm-Leger-Straße in Biberach[1]
- Wilhelm-Leger-Sporthalle in Biberach (am Standort des ehemaligen Wilhelm-Leger-Hallenbads)